# 陈有明 (清朝)
陈有明（?—1650年代1652年至1655年间），奉天人，清初官员。
顺治三年（1646年）五月庚午，工部啟心郎陈有明升为工部侍郎，督理苏杭织造事务。顺治九年（1652年）八月，陈有明引疾乞休。清廷允许，以周天成为继任。
顺治十二年（1655年）十月乙亥之前，陈有明已逝世，追赠都察院右都御史。清廷荫其一子入监读书。